# I.D. (film, 2012)
Pour les articles homonymes, voir ID.
I.D. est un film indien écrit et réalisé par Kamal K.M, sorti en 2012.
Il décrit la vie difficile des migrants indiens dans la mégalopole de Mumbai.

## Synopsis
Charu, tout juste diplômée, s'installe pour faire carrière à Mumbai où elle partage un appartement avec d'autres jeunes femmes originaires des quatre coins de l'Inde. Lorsqu'un ouvrier venu faire des travaux de peinture dans le salon s'effondre inconscient, elle prend la situation en charge, mais sa tâche est ardue car l'homme n'a aucun papier d'identité. Elle s'obstine cependant, parcourant la métropole, ses quartiers chics et ses bidonvilles, se sentant de plus en plus proche de ce migrant sans papier.

## Fiche technique
- Titre : I.D.
- Réalisation : Kamal K.M
- Scénario : Kamal K.M
- Direction musicale : John P. Varkey, Sunil Kumar
- Photographie : Madhu Neelakandan
- Son : Resul Pookkutty
- Montage : B. Ajithkumar
- Costumes : Vaishnavi Reddy
- Production : Resul Pookkutty, Rajeev Ravi, Madhu Neelakandan et Sunil Babu
- Société de production : Collective Phase One
- Pays d'origine :  Inde
- Langues originales : hindi et anglais
- Format : Cculeurs - 2:35 (scope)
- Genre : drame
- Durée : 90 minutes
- Dates de sortie :
  - Corée du Sud : octobre 2012 (Festival international du film de Busan)[1]
  - France : novembre 2012 (Festival des trois continents)[2]

## Distribution
- Geetanjali Thapa : Charu
- Murari Kumar : le peintre
- Shashi Sharma
- Bachan Pachera
- Anita Mahajan

## Distinctions

### Récompenses
- Festival du film asiatique de Deauville 2013 : Lotus du meilleur film[3]

### Sélections
- Festival international du film de Busan 2012
- Festival du film d'Abou Dabi 2012[4]
- Festival du film de Turin 2012[5]
- Festival international du film de Marrakech 2012[6]
- Festival du film de Mumbai 2012[7]
- Festival international du film d'Inde 2012[8]
- Festival international du film du Kerala 2012[9]
- Festival des trois continents 2012[2]